# Municipio de Winchester (Minnesota)
El municipio de Winchester (en inglés: Winchester Township) es un municipio ubicado en el condado de Norman en el estado estadounidense de Minnesota. En el año 2010 tenía una población de 56 habitantes y una densidad poblacional de 0,6 personas por km².

## Geografía
El municipio de Winchester se encuentra ubicado en las coordenadas 47°11′41″N 96°29′24″O / 47.19472, -96.49000. Según la Oficina del Censo de los Estados Unidos, el municipio tiene una superficie total de 93.03 km², de la cual 92,96 km² corresponden a tierra firme y (0,07 %) 0,06 km² es agua.

## Demografía
Según el censo de 2010, había 56 personas residiendo en el municipio de Winchester. La densidad de población era de 0,6 hab./km². De los 56 habitantes, el municipio de Winchester estaba compuesto por el 89,29 % blancos, el 1,79 % eran asiáticos, el 5,36 % eran de otras razas y el 3,57 % eran de una mezcla de razas. Del total de la población el 5,36 % eran hispanos o latinos de cualquier raza.